# Bill L. Norton
Bill L. Norton est un réalisateur et scénariste américain, né le 	
13 août 1943 à Los Angeles.

## Filmographie

### Réalisateur
- 1972 : Cisco Pike
- 1972 : Gargoyles (téléfilm)
- 1979 : American Graffiti, la suite (More American Graffiti)
- 1985 : Baby : Le Secret de la légende oubliée (Baby: Secret of the Lost Legend)
- 1987 : Three for the Road (en)
- 1990 : Chasseurs de primes (Grand Slam) (téléfilm)
- 1990 : Angel of Death (téléfilm)
- 1991 : Plaidoyer pour une victime (en) (False Arrest) (téléfilm)
- 1994 : Hercule et les Amazones (Hercules and the Amazon Women) (téléfilm)
- 1994 : Hercule et le Monde des ténèbres (Hercules in the Underworld) (téléfilm)
- 1995 : Un joli petit coin de paradis (The Women of Spring Break) (téléfilm)
- 1995 : La Mort dans l'âme (Deadly Whispers) (téléfilm)
- 1995 : L'Amour en otage (Stolen Innocence) (téléfilm)
- 1996 : Disparue dans la nuit (en) (Gone in the Night) (téléfilm)
- 1996 : Venus d'ailleurs (Them) (téléfilm)
- 1996 : Double séduction (Vows of Deception) (téléfilm)
- 1997 : L'Amant diabolique (Daughters) (téléfilm)
- 1997 : Meurtre à l'esprit (A Deadly Vision) (téléfilm)
- 1997 : Relation criminelle (Bad to the Bone) (téléfilm)
- 1998 : Piège sur Internet (Every Mother's Worst Fear) (téléfilm)
- 1998 : Parasite mortel (Thirst) (téléfilm)
- 1999 : Crime passionnel (A Crime of Passion) (téléfilm)
- 2000 : Profiler (2 épisodes)
- 2000 et 2001 : Roswell (2 épisodes)
- 2001 à 2003 : Angel (6 épisodes : La Machine à arrêter le temps, Le Martyre de Cordelia, Soutien de famille, L'Ombre des génies, La Grande Menace et Une fête à tout casser)
- 2002 : Buffy contre les vampires (épisode Toute la peine du monde, partie 1)
- 2005 : Médium (2 épisodes)
- 2005 et 2006 : New York, section criminelle (3 épisodes)
- 2006 à 2009 : The Unit : Commando d'élite (5 épisodes)
- 2008 : Un été pour grandir (Generation Gap) (téléfilm)

### Scénariste
- 1972 : Cisco Pike de lui-même
- 1977 : Un couple en fuite (Outlaw Blues) de Richard T. Heffron
- 1978 : Le Convoi (Convoy) de Sam Peckinpah
- 1979 : American Graffiti, la suite (More American Graffiti) de lui-même
- 1982 : American Teenagers (Losin' it) de Curtis Hanson